# Березиков, Яков Акимович
Яков Акимович Березиков (08.10.1894-15.03.1972) — директор зерносовхоза «Завьяловский» Тогучинского района Новосибирской области, Герой Социалистического Труда.

## Биография
Родился в селе Усть-Ануй (сейчас — Быстроистокский район Алтайского края).
Член РКП(б)/КПСС с 1920 года.
Окончил три класса сельской школы. С 1910 по 1915 год работал на лесопильном заводе.
С 1915 по 1917 год служил рядовым 23-го Сибирского полка в Новониколаевске. В 1917—1918 году младший унтер-офицер 52-го Виленского полка, участник Первой мировой войны на территории Румынии. В 1918 году демобилизован.
С 1918 по 1919 год воевал в составе партизанской горной дивизии в Горном Алтае, после установления советской власти был избран в волревком, заведовал земельным отделом.
- 1920—1921 политрук роты 33-го запасного полка (Омск);
- 1921—1924 председатель Старо-Тыршенского волостного исполкома (Смоленский район Алтайского края);
- 1924—1929 пропагандист крайкома РКП(б) в Смоленском, Сачевском, Больше-Истокском районах Алтайского края;
- 1929—1930 секретарь Михайловского райкома ВКП(б) (Алтайский край);
- 1930—1934 секретарь парторганизации, директор молочного совхоза № 164 Куйбышевского района Новосибирской области;
- 1934—1939 директор Первомайского молочного совхоза № 277, Убинский район Новосибирской области, в 1936 году окончил курсы директоров в Курганском сельскохозяйственном техникуме;
- 1939—1940 заместитель управляющего конторы «Облзаготзерно» в Новосибирске;
- 1940—1956 директор зерносовхоза «Завьяловский» Тогучинского района Новосибирской области.
- 1956—1964 директор совхоза «Гутовский».

Указом Президиума Верховного Совета СССР от 1 апреля 1948 года за получение высокого урожая ржи присвоено звание Героя Социалистического Труда. Награждён орденами Красной Звезды (11.05.1942), Трудового Красного Знамени (28.10.1967), медалями.